# Lágos (Xánthi)
Lágos, en grec moderne : Λάγος, ou Pórto Lágos (Πόρτο Λάγος) est un village du dème d'Abdère, de Macédoine-Orientale-et-Thrace, en Grèce. Il fait partie de la municipalité de Néa Kessáni et est situé sur la bande de terre qui sépare le lac Vistonída de la mer Égée.
Selon le recensement de 2011, la population de Lágos compte 339 habitants. 
L'organisme de gestion du delta du Néstos Vistonída-Ismarída et Thasos (Ο Φορέας Διαχείρισης Δέλτα Νέστου Βιστωνίδας-Ισμαρίδας και Θάσου) est situé à Lágos. Cette entité a été créée en 2003, sur décision ministérielle, pour l'administration du parc national de Macédoine-Orientale-et-Thrace. 